# Platycoelia hiporum
Platycoelia hiporum är en skalbaggsart som beskrevs av Smith 2003. Platycoelia hiporum ingår i släktet Platycoelia och familjen Rutelidae. Inga underarter finns listade i Catalogue of Life.